# Stigmatomma trilobum
Stigmatomma trilobum es una especie de hormiga del género Stigmatomma, familia Formicidae. Fue descrita científicamente por Xu en 2001.
Se distribuye por China. Se ha encontrado a elevaciones de hasta 2500 metros. Vive en bosques húmedos.